# مقاطعة سيبلي (مينيسوتا)
مقاطعة سيبلي (بالإنجليزية: Sibley County)‏ هي إحدى مقاطعات ولاية مينيسوتا في الولايات المتحدة الأمريكية.